# Villamontán de la Valduerna
Villamontán de la Valduerna é um município da Espanha na província de León, comunidade autónoma de Castela e Leão, de área 57,15 km² com população de 1001 habitantes (2004) e densidade populacional de 17,52 hab/km².

## Demografia
| Variação demográfica do município entre 1991 e 2004 | Variação demográfica do município entre 1991 e 2004 | Variação demográfica do município entre 1991 e 2004 | Variação demográfica do município entre 1991 e 2004 |
| --------------------------------------------------- | --------------------------------------------------- | --------------------------------------------------- | --------------------------------------------------- |
| 1991                                                | 1996                                                | 2001                                                | 2004                                                |
| 1331                                                | 1170                                                | 1064                                                | 1001                                                |